# 葛林德·普兰西
维克多·埃米尔·玛丽·约瑟夫·葛林德·普兰西（法語：Victor Émile Marie Joseph Collin de Plancy，1853年11月22日—1922年10月25日），是法国的外交官、收藏家。

## 生平
1853年，出生。
1877年，任驻华使馆随员。
1884年，署理上海总领事。
1885年，任驻华使馆二等参赞。
1887年，任驻朝鲜领事。
1890年，任驻日本领事。
1896年，再次任驻朝鲜领事。
1906年，任驻暹罗公使。
1907年，退休。
1922年，去世。